# Janet Moreau
Janet Teresa Moreau, född 26 oktober 1927 i Pawtucket, Rhode Island, död 30 juni 2021 i Barrington, Rhode Island, var en amerikansk friidrottare.
Moreau blev olympisk mästare på 4 x 100 meter vid olympiska sommarspelen 1952 i Helsingfors.